# Metche
Metche (ou Metse) est une localité du Cameroun située dans l'arrondissement de Bogo, le département du Diamaré et la région de l’Extrême-Nord. Elle fait partie du lawanat de Bagalaf.

## Population
En 1975, la localité comptait 85 habitants, des Peuls.
Lors du recensement de 2005, on y a dénombré 244 personnes.